# 김윤환 (1989년)
김윤환(金允煥, 1989년 6월 13일 ~ )은 대한민국의 전직 스타크래프트, 스타크래프트 II 프로게이머, 프로게임단 코치이다. 저그 유저로, 아이디는 Calm이다. 전직 프로게이머였던 김정환의 동생이며, KT 롤스터의 코치인 김윤환과 동명이인이기도 하다.

## 개요

### 아마추어 시절
중국 베이징에서 열린 CKCG 아마추어 부문 경기에서 준우승을 차지하였다.

### 프로게이머
2005년 하반기 드래프트에서 SouL(현 STX SouL)의 2차 지명으로 입단하였다.
팀에 합류한 지 50여 일 만에 프로리그에 출전하는 등 예전 '저그라인'으로 불리던 SouL의 새로운 저그 수맥으로 기대를 받았다. 2006년 STX의 후원 하에 전기리그에 들어선 후엔 한빛 박경락을 상대로 프로리그 첫 개인전 승리를 거뒀고, 개인전에서 신인답지 않은 기량을 보여주었다. 하지만 그 후 2006년 후기리그에선 전 경기를 팀플전에 출전하더니, 팀플전 9승 1패라는 엄청난 성적으로 후기리그 팀플전 다승왕을 받으면서 STX가 SouL을 후원하는 것에 이어 STX SouL로 창단하는 데에 한몫을 하였다. 신한은행 프로리그 08-09시즌에서 40승을 거두어 최종 다승 순위 5위(40승 21패 승률 65.6%)를 기록하는 등, 프로리그에서의 대활약에 비해 개인리그에서는 오랫동안 약한 모습을 보여오다가 2009년 아발론 온라인 MSL 2009에서 우승하였다.
아발론 온라인 MSL 2009 8강에서는 CJ의 저그 에이스 김정우를 3:0으로 꺾고, 4강전에서는 이제동을 상대로 3:1로 완벽히 꺾는 파란을 일으키며, 경기 후에는 눈물까지 흘리는 모습을 보여주었다. 결승에서는 4강에서 같은 팀 변형태를 꺾고 올라온 CJ의 또다른 저그 한상봉을 만나 안정적인 경기력으로 3:1로 승리하여 데뷔 후 5년 만에 생애 개인리그 첫 우승을 일궈낸다. 아발론 MSL 우승 이후 탑시드권자의 신분으로 참여한 네이트 MSL에서 이재호, 도재욱에게 연패하며, MSL 디펜딩챔피언 처음으로 2패 탈락하는 수모를 겪기도 한다.
하지만 동시에 진출해 있던 EVER 2009 스타리그에서 김정우와 이영한을 상대로 승리를 거두며 8강에 오르고, 박세정을 2:0으로 꺾으며 스타리그 4강에 처음으로 올랐다. 4강에서 당대 최강의 테란으로 꼽히는 이영호를 상대로 선전하였으나 1:3으로 패배하며 결승 진출에는 실패한다. 그 후에도 하나대투증권 MSL 2010 4강, 빅파일 MSL 2010 8강 등의 성적을 거두고, 2010년 1월 19일 신한은행 프로리그 09-10시즌 2라운드 KT-STX 프로리그 1세트에서 KT의 프로토스 우정호를 꺾으며 통산 7번째로 프로리그 100승을 달성하는 등 개인리그와 프로리그를 넘나들며 꾸준한 활약을 펼치고 있다.
2012년 12월 11일 팀에서 코치직을 맡던 박재석 코치가 군에 입대하면서 그 공백을 메우기 위해 플레잉코치로 보직을 변경했다.
2013년 9월 1일 군입대 문제, STX SOUL 해체로 은퇴하였다.

### 형제 관계
은퇴한 김정환(전 화승 OZ)은 그의 형으로 형제관계이다.

## 주요 선수들과의 상대전적
- 이영호 : 공식전만 따지면 4:7, 비공식전까지 따지면 상대전적 5:7로 열세. 그러나 다른 선수들에 비해 크게 밀리지 않는 상대전적으로 이영호와 맞설 수 있는 저그로 꼽힌다. 2012년 봄에 2012 스타리그 듀얼에서 만나 패배하였다.
- 이제동 : 상대전적 4:7로 열세. 아발론 온라인 MSL 2009 4강전(A조)에서 이제동을 꺾으며 이제동을 5전제에서 무찌른 몇 안 되는 선수의 반열에 올랐으나, 하나대투증권 MSL 2010 4강(B조)에서 그대로 복수당한다. 이후 박카스 스타리그 2010에서 이제동에게 다시 패배하였지만, 그것과는 상관없이 B조 1위로 진출하였다. 그 후 신한은행 프로리그 10-11 6라운드 화승전 3세트에서 또 패했다.
- 정명훈 : 상대전적 공식전만으로는 8:13, 비공식전까지 합치면 8:14로 열세. '뇌덴록'이라고 불리는 라이벌 관계를 형성하고 있으며 중요한 경기에서 자주 조우하였다. 그러나 빅파일 MSL 2010 8강(B조)에서 0:3으로 셧아웃당하였고 최근 있었던 박카스 스타리그 2010 4강에서도 2:3으로 패배하며 정명훈에게 자주 지는 모습을 보이고 있다.
- 김택용 : 공식전만 따지면 2:7 열세, 비공식까지 따지면 상대전적 4:11로 더 열세. 김윤환은 박성균, 이성은 등과 함께 김택용을 천적으로 하는 프로게이머들 중 하나로 꼽힌다. 김윤환은 대 김택용 전에서 뛰어난 경기력을 보여 줬지만, 김택용의 판단력과 멀티태스킹 등에 압도당하여 김택용에게 많은 패배를 당해 왔고, 현재까지 공식전만 따지면 6연패중이다.
- 송병구 : 상대전적 4:1로 김윤환이 크게 앞서고 있다.
- 윤용태 : 상대전적 공식전만 보면 5:5 타이, 그러나 비공식전까지 따지면 5:7로 열세. 윤용태는 2011년 1월 케스파랭킹 10위권 선수들에게 모두 상대전적에서 밀리고 있으나, 유독 김윤환만은 역으로 윤용태가 상대전적에서 앞서고 있다. 그러나 윤용태의 부진 이후로 김윤환이 내리 3연승을 거두며 상대전적 격차를 좁혔다.
- 박세정 : 상대전적 공식전만으로는 4:3 우세, 비공식전까지 따지면 8:3으로 더 크게 앞서고 있으며, 중요한 다전제에서 만날 때마다 승리하며 천적 관계를 조금씩 굳혀 가고 있다. 그러나 최근 박세정과의 매치업인 대한항공 스타리그 2010 시즌1에서 박세정에게 패배하며 16강 진출권을 내주었다. 여담으로 비공식전만 보면 4:0으로 무패다.
- 박상우 : 상대전적 3:1로 김윤환이 앞서있다. 프로리그에서만 4차례나 맞붙었는데, 신한은행 프로리그 08-09 1라운드와 3라운드서 김윤환이, 신한은행 프로리그 09-10 3라운드서 다시 김윤환이 경기를 가져갔다. 그러나, 신한은행 프로리그 10-11 1라운드에서 처음으로 패했다. 참고로 김윤환이 경기를 3경기 가져갔을 때 박상우의 소속팀은 해체된 이스트로였고, 김윤환이 박상우에 처음 패배한 경기때 박상우의 소속팀은 웅진 스타즈였다. 박상우가 은퇴하면서 이제 두 선수는 더 만날 기회가 없다.
- 이재호 : 상대전적 공식전만으로는 1:6, 비공식전까지 따지면 1:8로 매우 열세. 이재호가 부진에 빠져있던 신한은행 프로리그 2008 1라운드에서만 승리를 거뒀을 뿐 나머지 경기들인 제 2회 KeSPA컵경기와 네이트 MSL 2009 패자전경기, 신한은행 프로리그 09-10 3라운드와 5라운드, WCG 2010 대표선발전 16강에서 0:2 완패, 신한은행 프로리그 10-11 2라운드, SK플래닛 스타크래프트 프로리그 시즌2 1라운드에서는 모두 패했다. 현재 공식전만으로는 이재호에 5연패, 비공식전까지 합치면 7연패 중이다.
- 주영달 : 상대전적 공식전만으로는 3:0, 비공식전까지 합치면 4:2로 김윤환이 앞서있다. TG삼보-인텔 클래식 시즌1 64강 2라운드에서 1:2로 패하며 탈락했지만, 신한은행 프로리그 08-09 2라운드와 3라운드, 4라운드에서는 모두 맞붙어 승리하였다.
- 김정우 : 저그전 최강자 김정우와의 전적은 5:1로 김윤환이 크게 앞서있다. 신한은행 프로리그 08-09 2라운드에서 처음 만나 패했지만, 아발론 온라인 MSL 2009 8강전, 에버 스타리그 2009 16강 조별리그, 신한은행 프로리그 09-10 4라운드까지 승리하면서 현재 김정우전 5연승을 달리고 있는 중이다.
- 허영무 : 상대전적 공식전만으로는 6:4, 비공식전까지는 7:6으로 약간 우세. 완전 앞서 있는 송병구와는 달리 허영무와의 전적은 약간만 앞서있다. 신한은행 프로리그 2008 1라운드, 신한은행 프로리그 08-09 3라운드, 신한은행 프로리그 09-10 1라운드, 신한은행 프로리그 10-11 3라운드, 진에어 스타리그 2011 16강 C조 1경기, SK플래닛 스타크래프트 프로리그 시즌1 2라운드에서는 김윤환이 승리했고, 나머지 4경기 신한은행 프로리그 2008 2라운드, 신한은행 프로리그 08-09 6강 플레이오프 최종 에이스결정전, 신한은행 프로리그 10-11 4라운드, 진에어 스타리그 2011 16강 C조 재경기 1경기에서는 허영무가 승리하였고 비공식전 경기였던 13차 MSL 서바이버 토너먼트 예선 9조 결승에서도 1:2로 패하며 서바이버 토너먼트 본선 진출에 실패했다.
- 구성훈 : 상대전적 공식전만으로는 2:5, 비공식전까지 합하면 3:7로 열세다. 첫만남은 비공식전으로 10차 서바이버리그 예선 24조 결승에서 1:2로 패했고, 두선수의 공식전 첫 만남은 신한은행 프로리그 08-09 5라운드 화승전 4세트였는데 여기서 처음 만나 이때는 구성훈이 승리하였고, 이어 신한은행 프로리그 09-10 4라운드 화승전 1세트, 5라운드 화승전 1세트에서까지 구성훈에 패하며 3연패를 하다가, 신한은행 프로리그 10-11 2라운드 화승전 3세트에서 승리하며 전패를 끊었고, 아흐레(9일) 뒤 박카스 스타리그 2010 16강 B조 5경기에서도 승리하며 구성훈전 2연승을 이어갔지만, 이듬해 1월 신한은행 프로리그 10-11 3라운드 STX전 1세트에서 다시 패했고, 2개월 뒤 4라운드 화승전 5세트에서도 또 패했다.
- 박지수 : 상대전적 공식전만으로는 3:1, 비공식전까지 합치면 4:1로 앞서 있다. 구성훈에 밀려 있는 것관 달리 앞서 있는 것. 신한은행 프로리그 08-09 1라운드 르까프전 2세트에서 만나 승리했으나 2라운드 르까프전 3세트에서는 패했다. 그러나 아발론 온라인 MSL 2009 16강 G조에서는 2:0으로 승리하며 8강에 진출했다. 이어 비공식전인 경남 - STX컵 마스터즈 2010 2-3위전 KT전 5세트도 김윤환이 승리했다. 박지수가 갑자기 은퇴하면서 둘은 이제 더 이상 만날 기회가 없다.
- 김명운 : 상대전적은 8:6으로 김윤환이 우세하다. 신한은행 프로리그 08-09 3라운드 웅진전 3세트에서는 승리했지만, 4라운드 웅진전 5세트에서는 패했다. 하지만 5라운드 웅진전 1세트는 승리하였고, 아발론 온라인 MSL 2009 32강 D조 승자전도 김윤환이 승리하였다. 이후 신한은행 프로리그 09-10 2라운드 웅진전 5세트도 김윤환이 승리, 대한항공 스타리그 2010 시즌1 16강 C조 3경기는 김명운이 승리하였다. 신한은행 프로리그 10-11 4라운드 웅진전 2세트도 김명운이 승리하였다. 그리고 처음으로 두선수가 다전제에서 만났는데, 만난 경기가 ABC마트 MSL 2011 8강 B조 경기로 접전 끝에 김명운이 3:2로 승리하고 4강에 진출했다. 그 후 SK플래닛 스타크래프트 프로리그 시즌1 1라운드 웅진전 1세트는 다시 김윤환이 승리하였다. SK플래닛 스타크래프트 프로리그 시즌2 3라운드 웅진전 전반전 2세트에서도 김윤환이 승리.
- 김성대 : 상대전적은 3:1로 우세하다. 신한은행 프로리그 09-10 5라운드 이스트로전 2세트에서 처음 만났는데, 이때는 김성대에 패했다. 그러나 빅파일 MSL 2010 32강 C조 최종전을 시작으로 신한은행 프로리그 10-11 1라운드 KT전 2세트, 6강 플레이오프 3차전 KT전 1세트까지 모두 김윤환이 승리하면서 현재 김윤환이 김성대전 3연승 중이다.
- 박재혁 : 상대전적 4:2로 우세. 신한은행 프로리그 09-10 5라운드 SKT전 5세트에서 처음 만나서 이때는 박재혁에 패했지만, 신한은행 프로리그 09-10 플레이오프 SKT전 1차전 5세트에서는 김윤환이 승리했다. 그 후 신한은행 프로리그 10-11 4라운드 SKT전 3세트에서도 김윤환이 승리하였다. 그 뒤 ABC마트 MSL 2011 16강 D조 경기에서도 2:1로 승리하며 8강 진출에 성공했다.
- 김상욱 : 상대전적 공식전 전적만은 4:0 무패. 비공식전까지 합하면 4:2로 약간 우세하다. 첫만남은 박카스 스타리그 2009 D조 4강이었는데, 여기서 김상욱에 0:2로 패하며 결승 진출에 실패했다. 신한은행 프로리그 09-10 4라운드 하이트전 1세트, 5라운드 하이트전 3세트에서 모두 승리했으며, 박카스 스타리그 2010 16강 B조 1경기에서도 승리, 신한은행 프로리그 10-11 2라운드 하이트전 6세트에서도 승리하였다. 둘다 은퇴를 했으므로 이 전적은 더 이상 변함없다.
- 도재욱 : 상대전적 공식전만으로는 3:2로 앞서있으며, 비공식전까지 합치면 5:3으로 더 앞서있다. 첫만남은 신한은행 프로리그 2007 후기리그 1라운드 SKT전 1세트로 이때 김윤환이 승리했으며, 다음달 2차 스타챌린지 2007 F조 패자전에서 설욕당했다. 그 후 비공식전인 WCG 2008 대표선발전 24강에서는 2:1로 승리했으며, 1년 뒤 NATE MSL 2009 32강 A조 패자전에서는 다시 설욕당하면서 2연패로 탈락하고 말았다. 그 후 신한은행 프로리그 10-11 2라운드 SKT전 1세트에서 승리, 1년 뒤 성탄절날 SK플래닛 스타크래프트 프로리그 시즌1 1라운드 SKT전 4세트에서도 승리하면서 공식전만으로도, 비공식전까지 합쳐도 도재욱전 2연승했다.
- 김대엽 : 상대전적 공식전만으로는 2:1, 비공식전까지 합치면 4:2 강세다. 에버 스타리그 2009 예선 R조 4강에서 2:1로 승리했으며, 빅파일 MSL 2010 16강 F조에서도 2:1로 승리하며 8강에 진출했다.
- 신상호 : 상대전적 3:0 강세. 신한은행 프로리그 08-09 3라운드 이스트로전 4세트 승리, 신한은행 프로리그 09-10 1라운드 이스트로전 3세트도 승리, 3라운드 이스트로전 5세트도 승리하였다. 여담이지만, 신한은행 프로리그 09-10 1라운드때 경기에서 승리했을 때 상대 신상호는 돌연 병력 후퇴, 인구수만 채우기등 소심한 플레이만 하다가 패했는데 신상호는 그 패배로 평점 0.5를 받기도 했으며, 이경기가 승부조작이라는 의심을 받기도 했으나 사실은 아니었다. 이로 인해 신상호는 스타1에서 제대로 활동을 할 수 없었고, 좋지 않는 가정사까지 겹치기도 했다. 둘다 은퇴했으므로 다신 만날 일이 없다.
- 신대근 : 상대전적 공식전만으로는 3:1, 비공식전까지 합치면 4:1 강세. 신한은행 프로리그 08-09 1라운드 이스트로전 1세트에서 김윤환이 승리, 그러나 3라운드 이스트로전 5세트에서는 올킬을 눈앞에 두고 패하면서 올킬에 실패, 비공식전인 프로리그 챔피언십 이스트로전 4세트에서도 김윤환 승리, 신한은행 프로리그 09-10 2라운드 이스트로전 3세트, 3라운드 이스트로전 7세트까지 모두 승리했다. 신한은행 프로리그 10-11부터 SK플래닛 스타크래프트 II 프로리그 12-13까지 두 선수는 같은 STX 소울 소속이었다.
- 임정현 : 상대전적 1:3 열세. 신한은행 프로리그 09-10 4라운드 웅진전 3세트에서 처음 만나 승리했지만, 신한은행 프로리그 10-11 5라운드 KT전 3세트, 6라운드 KT전 4세트, SK플래닛 스타크래프트 프로리그 시즌1 1라운드 KT전 2세트까지는 모두 패하면서 현재 임정현전 3연패 중이다. 여담이지만, 공군에 있었다가 프라임으로 갔었던 김구현도 현재 임정현에 3연패 중이며(상대전적 1:3 열세), 신한은행 프로리그 10-11 이후로 임정현에 패배했는데, 패배 당시 임정현의 소속팀은 KT.
- 김기현 : 상대전적 3:1 강세. 본래는 에버 스타리그 2009 36강 C조 1차전에서 2:0 승리, 신한은행 프로리그 10-11 4라운드 삼성전자전 2세트까지 승리하면서 3:0이었으나, 5라운드 삼성전자전 6세트에서 패하면서 전승이 끊겼다.
- 김민철 : 상대전적 공식전만으로는 1:2, 비공식전까지 합치면 1:3 열세다. 신한은행 프로리그 09-10 3라운드 위너스리그 준플레이오프 웅진전 5세트에서 패하면서 올킬패를 당했고, 경남 - STX컵 마스터즈 2010 3, 4위전 웅진전 3세트에서도 김민철에 패했다. 그러나 ABC마트 MSL 2011 32강 F조 승자전에서는 김윤환이 승리, SK플래닛 스타크래프트 프로리그 시즌1 2라운드 웅진전 3세트에서도 김민철에 패했다.
- 손주흥 : 상대전적 공식전만으로는 0:1, 비공식전까지 합치면 2:4로 약하다. 2007년 7월 12차 MSL 서바이버 토너먼트 예선 9조 4강에서 0:2 패배, 신한은행 프로리그 2008 2라운드 르까프전 2세트에서도 패배, TG삼보-인텔 클래식 시즌2 64강 2라운드에서는 그러나 2:1로 승리했다. 둘다 은퇴했으므로 이 기록은 변함 없다.

## 주요 기록

### 전적
통산전적 (12.07.01 기준, 스타2 전적포함)
|             | 경기 | 승-패   | 승률  |
| ----------- | ---- | ------- | ----- |
| 대 테란     | 121  | 57–64   | 47.1% |
| 대 저그     | 145  | 80–65   | 55.2% |
| 대 프로토스 | 95   | 58–37   | 61.1% |
| 총합        | 361  | 195–166 | 54.0% |

## 수상경력

### 개인리그
스타크래프트 : 메이저 개인리그 우승 1회

#### 스타크래프트
- 2005년 제14회 커리지 매치 입상
- 2005년 CKCG 2005 스타크래프트 아마추어 부문 준우승
- 2006년 SKY 프로리그 2006 후기리그 팀플레이 다승왕
- 2007년 경남-STX컵 마스터즈 2007 우승 (STX SouL)
- 2007년 IEST 2007 스타크래프트 부문 준우승 (2:3 진영수)
- 2008년 경남-STX컵 마스터즈 2008 우승 (STX SouL)
- 2008년 경남-STX컵 마스터즈 2008 결승전 MVP
- 2008년 아레나 MSL 2008 32강
- 2008년 곰TV TG삼보-인텔 클래식 시즌2 32강
- 2009년 곰TV TG삼보-인텔 클래식 시즌3 32강
- 2009년 아발론 온라인 MSL 2009 우승 (3:1 한상봉)
- 2009년 경남-STX컵 마스터즈 2009 준우승 (STX SouL)
- 2009년 NATE MSL 2009 32강
- 2010년 EVER 스타리그 2009 3위
- 2010년 대한항공 스타리그 2010 Season 1 16강
- 2010년 하나대투증권 MSL 2010 3위
- 2010년 대한항공 스타리그 2010 Season 2 36강
- 2010년 빅파일 MSL 2010 8강
- 2010년 박카스 스타리그 2010 3위
- 2011년 피디팝 MSL 2010 8강
- 2011년 ABC마트 MSL 2011 8강
- 2011년 진에어 스타리그 2011 16강
- 2012년 Tving 스타리그 2012 24강

#### 스타크래프트 II
- 2012년 MLG Starcraft II Invitational 초청전 8강

### 코치
- 2013년 SK플래닛 스타크래프트 Ⅱ 프로리그 12-13 우승

## 기타 기록
- STX 선수 중 MSL 최초의 우승
- 통산 7번째로 프로리그 100승 달성